# Rolf Lie
Rolf Lie (Bergen, 20 mei 1889 - Tønsberg, 18 juni 1959) was een Noors turner.
Lie won samen met zijn broer Alf tijdens de Olympische Zomerspelen 1912 met de Noorse ploeg de gouden medaille in de landenwedstrijd vrij systeem.

## Olympische Zomerspelen
| Jaar | Plaats    | Resultaten        |
| ---- | --------- | ----------------- |
| 1912 | Stockholm | team vrij systeem |